# Гордиенки
Гордиенки — село в Котовском районе Волгоградской области, в составе Мирошниковского сельского поселения.
Население — 227 (2010).

## История
Дата основания неизвестна. В конце XIX века известно как хутор Гордиенков Тарасовской волости Камышинского уезда Саратовской губернии. Хутор населяли бывшие государственные крестьяне, православные, малороссы. Первые поселенцы прибыли из Красного Яра. В 1887 году земельный надел сельского общества составлял 2312 и 3/4 десятин удобной земли и 171 и 3/4 десятин неудобной земли. На хуторе имелся запасный хлебный магазин. Крестьяне сеяли рожь, ячмень, овёс, пшеницу и просо. В 1890-х на хуторе имелось до 30 каменщиков.
С 1928 года — в составе Красноярского района Камышинского округа Нижне-Волжского края (с 1934 года — Сталинградский край). С 1935 года — в составе Молотовского района (с 1957 года — Красноярский район) Сталинградского края (с 1936 года — Сталинградская область). В составе Котовского района — с 1963 года.

## География
Село находится в степной местности, в пределах Приволжской возвышенности, являющейся частью Восточно-Европейской равнины, на реке Тарасовка (Отнога), выше села Мирошники. Высота центра населённого пункта — около 115 метров над уровнем моря. Почвы — чернозёмы солонцеватые и солончаковые.
По автомобильным дорогам расстояние до районного центра города Котово составляет 30 км, до областного центра города Волгоград — 260 км
Часовой пояс
Гордиенки, как и вся Волгоградская область, находится в часовой зоне МСК (московское время). Смещение применяемого времени относительно UTC составляет +3:00.

## Население
Динамика численности населения по годам:
| 1858 | 1886 | 1891 | 1894 | 1911 | 1987 | 2002 | 2010 |
| ---- | ---- | ---- | ---- | ---- | ---- | ---- | ---- |
| 498  | 816  | 853  | 854  | 1285 | ≈170 | 263  | 227  |